# Wilson Harris
Theodore Wilson Harris (ur. 24 marca 1921 w New Amsterdam, zm. 8 marca 2018 w Chelmsford) – gujański poeta, pisarz i eseista. 

## Życiorys
Wilson Harris urodził się w Nowym Amsterdamie, w ówczesnej Gujanie Brytyjskiej, gdzie jego ojciec pracował w firmie ubezpieczeniowej. Uczył się w Queen's College w stolicy Gujany w Georgetown a następnie studiował geodezję. W 1942 roku rozpoczął pracę jako inspektor rządowy, w 1955 roku awansował na starszego geodetę. Dzięki tej pracy zdobył szeroką wiedzę o przyrodzie i ukształtowaniu Gujany, którą potem wykorzystywał w swoich książkach.  
W latach 1945–1961 współpracował z czasopismem literackim „Kyk-over-Al”, w którym publikował opowiadania, wiersze i eseje. Był też członkiem grupy intelektualistów w skład której wchodzili m.in.: Martin Carter, Ivan Van Sertima, Sidney Singh i Milton Williams. W 1951 roku wydał swoją pierwszą książkę, tom poezji Fetish pod pseudonimem Kona Waruk. Kolejny tom Eternity to Season wydał w 1954 roku.  
W 1959 roku wyjechał do Wielkiej Brytanii. W 1969 roku wydał swoją pierwszą powieść Palace of the Peacock. Otrzymał tytuł doktora honoris causa na kilku uniwersytetach, w tym University of the West Indies w 1984 roku i University of Liège w 2001 roku. Dwukrotnie został laureatem gujańskiej nagrody literackiej Guyana Prize for Literature – w 1987 roku za powieść Carnival oraz w 2002 roku Special Award.  W czerwcu 2010 roku Wilson Harris otrzymał tytuł szlachecki od królowej Elżbiety II z okazji Queen's Birthday Honours, a w 2014 roku Anisfield-Wolf Book Award – nagrodę za całokształt twórczości. 

## Nagrody i wyróżnienia
- 1987: Guyana Prize for Literature
- 1992: Premio Mondello Five Continents Asia Prize
- 2002: Guyana Prize for Literature – Special Award
- 2010: Knights Bachelor in the Queen's Birthday Honours
- 2014: Anisfield-Wolf Book Award

## Wybrane dzieła

### Poezja
- Fetish, 1951
- Eternity to Season, 1954

### Proza
- Palace of the Peacock, 1960
- The Far Journey of Oudin, 1961
- The Whole Armour, 1962
- The Secret Ladder, 1963
- Heartland, 1964
- The Eye of the Scarecrow, 1965
- The Waiting Room, 1967
- Tradition, the Writer and Society: Critical Essags, 1967
- Tumatumari, 1968
- Ascent to Omai, 1970
- The Sleepers of Roraima, 1970
- History, Fable and Myth in the Caribbean and Guianas, 1970
- The Age of the Rainmakers, 1971
- Black Marsden: A Tabula Rasa Comedy, 1972
- Fossil and Psyche, 1974
- Companions of the Day and Night, 1975
- Enigma of Values: An Introduction, 1975
- Da Silva da Silva's Cultivated Wilderness/Genesis of the Clowns, 1977
- The Tree of the Sun, 1978
- Explorations: A Series of Talks and Articles 1966-1981, 1981
- The Angel at the Gate, 1982
- The Womb of Space: The Cross-Cultural Imagination, 1983
- Carnival, 1985
- The Guyana Quartet, 1985
- The Infinite Rehearsal, 1987
- The Four Banks of the River of Space, 1990
- The Radical Imagination, 1992
- The Carnival Trilogy, 1993
- Resurrection at Sorrow Hill, 1993
- Jonestown, 1996
- Selected Essays, 1999
- The Dark Jester, 2001
- The Mask of the Beggar, 2003
- The Ghost of Memory, 2006